# 프리야 팅글리
프레이아 팅글리(Freya Tingley, 영어 발음: /ˈfreɪə/, 1994년 3월 26일 ~ )는 오스트레일리아의 배우이다.

## 출연 작품
- 더 소나타 (2018)
- 스피닝 맨 (2018)
- 노 웨이 투 라이브 (2016)
- 저지 보이즈 (2014)
- 거리의 보안관 (2014)

### 텔레비전
- 헴록 그로브 (2013)